# U Thant
U Thant (Pantanaw, 1909. január 22. – New York, 1974. november 25.) burmai diplomata, az Egyesült Nemzetek Szervezetének harmadik főtitkára (1961–1971). Elődje, Dag Hammarskjöld 1961. szeptember 18-án bekövetkezett halálát követően választották először ideiglenesen az ENSZ főtitkárának. Ezt követően két teljes cikluson keresztül vezette a szervezetet. A harmadik ciklust nem vállalta.
Hivatali ideje alatt komoly konfliktusokkal kellett foglalkoznia. Ilyen volt a kubai rakétaválság, amikor ő közvetített az akkori amerikai elnök, John Fitzgerald Kennedy és az SZKP első titkára, Nyikita Hruscsov között, Ciprus kérdése, mely a kettéválással végződött, a hatnapos háború és nem utolsósorban a vietnámi háború.
Nevében az "U" nagyjából annyit tesz, hogy úr. Ez az elismerés jele a burmai nyelvben. Mivel Pantanaw-ban született, ezért a burmaiak Pantanaw U Thant néven emlegették.

## Ifjúkora

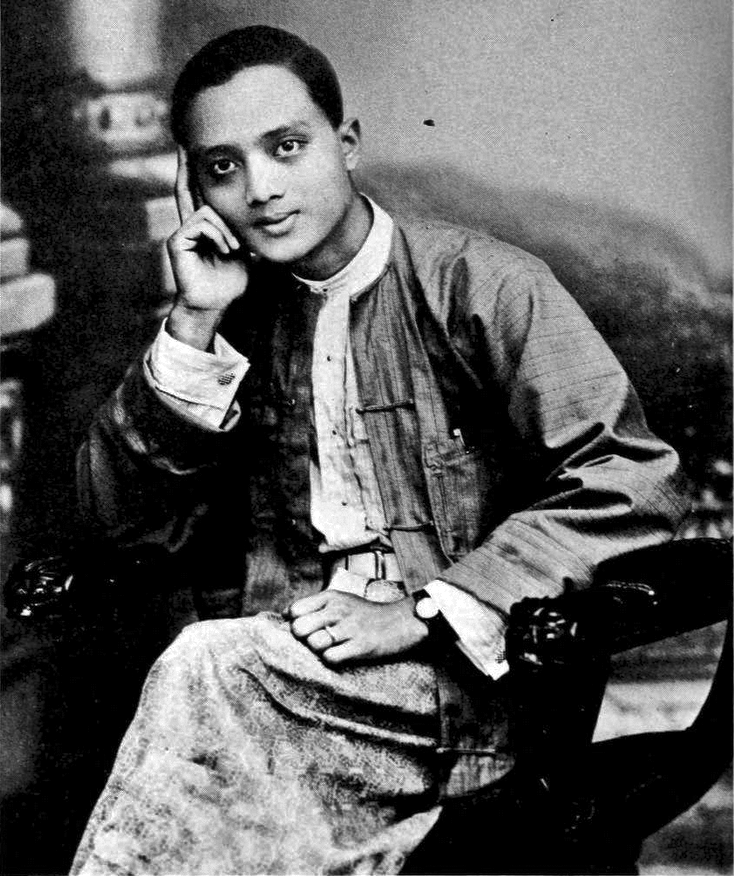
U Thant a ranguni egyetem hallgatójaként 1927-ben.

Pantanaw-ban, Alsó-Burmában született, és az ottani középiskolába, majd a ranguni egyetemre járt. Az egyetemen történelmet tanult. Jómódú család gyermeke volt, a négy fiú közül a legidősebb. Szülei rizskereskedelemmel foglalkoztak, komoly birtokaik voltak. 14 éves volt, mikor édesapja, Po Hnit meghalt. Testvérei, U Khant, U Thaung és Tin Maung is politikusok és tudósok voltak.
Az egyetem befejezése után visszatért szülővárosába, hogy az egykori középiskolájában tanítson, majd 25 éves korára már annak igazgatója lett. Ebben az időben kötött szoros barátságot a későbbi miniszterelnökkel, U Nu-val, aki a szomszédos Wakema-ból származott és a helyi iskolafelügyelő volt. Több könyvet is lefordított, köztük egyet a Népszövetségről.
U Thant buzgó buddhista volt.

## A köztisztviselő
1948-ban, amikor U Nu lett az éppen függetlenné váló Burma miniszterelnöke, megkérte Thantot, hogy menjen Rangunba, és legyen a fiatal ország első távközlési minisztere. 1951 és 1957 között a miniszterelnökségi titkárságot vezette. Feladatai közé tartozott többek között U Nu beszédeinek írása is, a külföldi útjainak szervezése, illetve a külföldi vendégekkel való találkozás. Ebben az időszakban ő volt U Nu fő bizalmasa és legfőbb tanácsadója.
Több nemzetközi konferencián is részt vett, ő volt 1955-ben a bandungi konferencia titkára, ahol bábáskodott az el nem kötelezett országok mozgalmának születésénél.
1957 és 1961 között Burma ENSZ nagykövete volt és intenzív szerepet vállalt az Algéria függetlenségéhez vezető tárgyalásokon.
1961-ben megkapta a legmagasabb burmai állami kitüntetés, a Pyidaungsu Sithu Thingaha rend Maha Thray Sithu fokozatát. Emiatt innentől Sithu U Thant néven is emlegették, ami sokaknak okot adott arra a félreértésre, hogy azt gondolják, hogy Sithu a keresztneve.